# Samuel Almeida Costa
Samuel Almeida Costa (Aveiro, 27 november 2000), voetbalnaam Samuel Costa of Samú, is een Portugees voetballer die als defensieve middenvelder speelt.

## Carrière
Costa begon met voetballen bij SC Beira-Mar. In 2013 verliet hij de club om er drie jaar later opnieuw neer te strijken.
In 2017 nam Primeira Ligaclub SC Braga hem over. Daar speelde Costa eerst drie jaar voor de jeugdteams om er daarna in 2020 zijn profdebuut te maken. Dit deed hij op 25 juli tegen regerend kampioen FC Porto, Braga won de wedstrijd met 2–1 en Costa viel na rust in.
Na zijn debuut kreeg Costa geen speelminuten meer bij Braga en werd in september 2020 uitgeleend aan Spaans tweedeklasser UD Almería. Met Almería bereikte hij in dat jaar meteen de promotie play-offs. Almería gebruikte na dat seizoen, de in het huurcontract opgenomen, aankoopoptie van €5,25 miljoen.

## Interlandcarrière
Costa speelde in 2019 enkele wedstrijden voor de Portugese U19 en U20. Hij wist in die wedstrijden 1 keer te scoren tegen Polen.
1 Mariño ·
2 Kaiky ·
3 González ·
4 Baba ·
5 Robertone  ·
6 Lopy ·
7 Ramazani ·
8 Puigmal ·
9 Suárez ·
10 Embarba ·
11 Melero ·
12 Baptistão ·
13 Martínez ·
14 Lázaro ·
15 Akieme ·
17 Pozo ·
18 Pubill ·
19 Arribas ·
20 Centelles ·
21 Chumi ·
22 Montes ·
23 Koné ·
24 Mendes ·
25 Maximiano ·
Coach: Moreno